# Блажейовски, Кэрол
Кэ́рол Энн Блажейо́вски (англ. Carol Ann Blazejowski; род. 29 сентября 1956, Элизабет, штат Нью-Джерси, США) — американская профессиональная баскетболистка и баскетбольный функционер, в недавнем прошлом президент и генеральный менеджер команды женской национальной баскетбольной ассоциации «Нью-Йорк Либерти». В 1979 году в составе национальной сборной США стала победителем чемпионата мира. Член Зала славы баскетбола с 1994 года.

## Биография
Кэрол Блажейовски родилась в Элизабет, штат Нью-Джерси, в семье Леона и Грэйс Блажейовски. Она выросла в городе Крэнфорд, где и начала заниматься спортом. В детстве Кэрол занималась софтболом, затем переключилась на баскетбол, причём играла в основном с мальчиками. В 1974 году, во время учёбы в выпускном классе старшей школы, Блажейовски попала в женскую баскетбольную команду.
После окончания школы Блажейовски поступила в Университет штата в Монтклере, где получила степень бакалавра по физическому воспитанию. С первого же сезона в университетской команде Кэрол показала себя высококлассным атакующим игроком, набирая по 19,6 и 28,5 очков в первых двух сезонах. В 1976 году она помогла команде университета выйти в финал студенческого чемпионата. На протяжении трёх сезонов, с 1976 по 1978 годы Блажейовски неизменно оказывалась в символическую сборной студенческого чемпионата США, однако при всех её достижениях в состав сборной, завоевавшей серебряные медали на Олимпиаде 1976 года, ей попасть не удалось.
В 1977 и 1978 годах Блажейовски была самым результативным игроком женского студенческого чемпионата, набирая в среднем за игру 33,5 и 38,6 очков. Всего за время учёбы в колледже она набрала 3199 очков. В 1977 году Кэрол выступала за сборную США на летней Универсиаде. В финальной игре против команды СССР она набрала 38 очков, однако это не спасло американскую сборную от поражения. В 1978 году Блажейовски стала первой обладательницей приза имени Маргарет Уэйд.
В 1978 году Блажейовски была выбрана в первом раунде драфта Женской профессиональной бейсбольной лиги (WBL) клубом «Нью-Джерси Джемс», однако она решила повременить с профессиональной карьерой, чтобы сохранить возможность для участия в Олимпийских играх. Два года Кэрол играла за любительскую команду из Пенсильвании и сборную США. В 1979 году Блажейовски помогла американской сборной выиграть чемпионат мира и была самым результативным игроком в команде, а также стала серебряным призёром Панамериканских игр. В 1980 году она должна была выступать на Олимпийских играх в Москве, но американская сборная приняла решение бойкотировать Игры.
Осенью 1980 года Блажейовски подписала трёхгодичный контракт с клубом «Нью-Йорк Джемс», по которому она должна была заработать 150 тысяч долларов. В среднем за игру Кэрол набирала 30 очков, а по итогам сезона вошла в символическую сборную лиги. В 1981 году WBL из-за финансовых проблем прекратила существование, вместе с ней закончилась игровая карьера Блажейовски.
После завершения карьеры игрока Кэрол около десяти лет работала рекламным представителем Adidas, с 1990 по 1995 годы занимала должность директора по лицензированию в НБА. После создания женской НБА она получила должность генерального менеджера клуба «Нью-Йорк Либерти», затем получила пост президента клуба, который занимала до 2010 года. С 2011 года работает на руководящей должность в своей альма-матер.